# Альбан Ляфон
Альбан Ляфон (фр. Alban Lafont, нар. 23 січня 1999, Уагадугу) — французький футболіст буркінійського походження, воротар клубу «Нант».

## Клубна кар'єра
Народився 23 січня 1999 року в місті Уагадугу. Починав займатись футболом у структурі місцевого клубу «Етуаль Філант». 2008 року перебрався до Франції, де продовжив грати у футбол у юнацькій команді «Латт» з одноменного передмістя Монпельє, а 2014 року перейшов до академії «Тулузи».
Наступного 2015 року 16-річний на той час гравець не лише дебютував в іграх за основну команду «Тулузи», але й став її основним воротарем. Відіграв за команду з Тулузи наступні три сезони своєї ігрової кар'єри. Більшість часу, проведеного у складі «Тулузи», був основним голкіпером команди.
Влітку 2018 року перспективного юного голкіпера придбала італійська «Фіорентина», сплативши за трансфер орієнтовно 7 мільйонів євро. В Італії Ляфон відразу ж виборов конкуренцію за місце основного воротаря флорентійської команди, захищав її ворота у 34 матчах Серії A протягом свого дебютного сезону. Утім сезон загалом команда провалила і влітку 2019 року її тренерський штаб вирішив спробувати на позиції голкіпера поляка Бартломея Дронговського, повернувши його з оренди. Натомість прийшла черга Ляфона відправитися до оренди, його новою командою на умовах оренди з правом викупу став французький «Нант».
26 травня 2021 року «Нант» зробив угоду з Ляфоном остаточною, активувавши його опцію на викуп на суму 7 мільйонів євро.

## Виступи за збірні
2013 року дебютував у складі юнацької збірної Франції, взяв участь у 23 іграх на юнацькому рівні, пропустивши 21 гол. 2019 року з командою до 20 років поїхав на молодіжний чемпіонат світу.
З 2019 року залучається до складу молодіжної збірної Франції. 

## Особисте життя
У січні 2016 року родичі Ляфона були серед 30 загиблих під час нападів в Уагадугу, коли група озброєних бойовиків відкрила вогонь у ресторані «Cappuccino».
25 вересня 2016 року Ляфон став наймолодшим футболістом, якого запросили як гостя на французьку футбольну програму «Téléfoot».

## Титули і досягнення
- Володар Кубка Франції (1):

«Нант»: 2021–22

## Статистика виступів

### Статистика клубних виступів
Станом на 18 липня 2023 року
| Сезон                  | Команда                | Чемпіонат              | Чемпіонат | Чемпіонат | Національний кубок | Національний кубок | Національний кубок | Континентальні кубки | Континентальні кубки | Континентальні кубки | Інші змагання | Інші змагання | Інші змагання | Усього | Усього |
| Сезон                  | Команда                | Ліга                   | Ігор      | Голів     | Ліга               | Ігор               | Голів              | Ліга                 | Ігор                 | Голів                | Ліга          | Ігор          | Голів         | Ігор   | Голів  |
| ---------------------- | ---------------------- | ---------------------- | --------- | --------- | ------------------ | ------------------ | ------------------ | -------------------- | -------------------- | -------------------- | ------------- | ------------- | ------------- | ------ | ------ |
| 2015–16                | «Тулуза»               | Л1                     | 24        | -27       | КФ+КЛ              | 0+0                | -0+-0              | -                    | -                    | -                    | -             | -             | -             | 24     | -27    |
| 2016–17                | «Тулуза»               | Л1                     | 36        | -41       | КФ+КЛ              | 1+1                | -2 + -0            | -                    | -                    | -                    | -             | -             | -             | 38     | -43    |
| 2017–18                | «Тулуза»               | Л1                     | 38+2      | -54       | КФ+КЛ              | 1+3                | -0 + -6            | -                    | -                    | -                    | -             | -             | -             | 44     | -60    |
| Усього за «Тулузу»     | Усього за «Тулузу»     | Усього за «Тулузу»     | 100       | -122      |                    | 6                  | -8                 |                      | -                    | -                    |               | -             | -             | 106    | -130   |
| 2018–19                | «Фіорентина»           | A                      | 34        | -40       | КІ                 | 4                  | -6                 | -                    | -                    | -                    | -             | -             | -             | 38     | -46    |
| Усього за «Фіорентину» | Усього за «Фіорентину» | Усього за «Фіорентину» | 34        | -40       |                    | 4                  | -6                 |                      | -                    | -                    |               | -             | -             | 38     | -46    |
| 2019–20                | «Нант»                 | Л1                     | 27        | -29       | КФ                 | 2                  | -4                 | -                    | -                    | -                    | -             | -             | -             | 29     | -33    |
| 2020–21                | «Нант»                 | Л1                     | 38+2      | -57       |                    |                    |                    | -                    | -                    | -                    | -             | -             | -             | 40     | -57    |
| 2021–22                | «Нант»                 | Л1                     | 38        | -48       | КФ                 | 1                  | 0                  | -                    | -                    | -                    | -             | -             | -             | 39     | -48    |
| 2022–23                | «Нант»                 | Л1                     | 37        | -54       | КФ                 | 2                  | -5                 | ЛЄ                   | 8                    | -15                  | СФ            | 1             | -4            | 49     | -78    |
| Усього за «Нант»       | Усього за «Нант»       | Усього за «Нант»       | 142       | -188      |                    | 5                  | -9                 |                      | 8                    | -15                  |               | 1             | -4            | 157    | -216   |
| Усього за кар'єру      | Усього за кар'єру      | Усього за кар'єру      | 276       | -350      |                    | 15                 | -23                |                      | 8                    | -15                  |               | 1             | -4            | 301    | -392   |